# Alain Desjacques
 (décembre 2022).
Alain Desjacques, né le 15 mai 1956 à Nantes et mort le 8 octobre 2020 à Tourcoing, est un ethnomusicologue français, spécialiste de la musique traditionnelle mongole, maître de conférences, traducteur-interprète en langue mongole et officier supérieur de la Marine nationale.

## Biographie
Né à Nantes en 1956, Alain Desjacques étudie la flûte traversière au Conservatoire National de Région de sa ville natale.
Il se passionne pour la musique traditionnelle qu'il découvre en 1976 en Hongrie. Un intérêt qui le mène à effectuer de nombreux voyages : Tunisie, Maroc, Italie du Sud, Madagascar, Canada, Antarctique, Irlande, Chine (Mongolie-Intérieure), Corée du Nord.
Il entame des études de musicologie à l'université de Nanterre pour les achever à La Sorbonne. Sa thèse de doctorat, consacrée aux Chants de l'Altaï mongol, est dirigée par Manfred Kelkel.
Alain Desjacques suit également les cours du CEMO (Centre d'Étude de Musique Orientale), à l'université de Jussieu.
Enfin, il est diplômé en langue mongole de l'INALCO. Il est alors interprète assermenté après du Ministère de la Justice à la Cour d'appel de Douai.

## Ethnomusicologue
À partir de 1983, Alain Desjacques fait de nombreux séjours en Mongolie et devient l'un des grands spécialistes de sa musique traditionnelle. Ses travaux portent en particulier sur le chant diphonique.
Il pratique plusieurs instruments traditionnels parmi lesquels le morin khuur  et l'ekhel ainsi que l'Irish flute qu'il pratique lors des Rencontres Musicales Irlandaises de Tocane.
Au cours de ses voyages, Alain Desjacques collecte quantité d'enregistrements qui suscitent l'intérêt des médias. On y retrouve des enregistrements consacrés à la musique canadienne : Canada. Musique des Inuits. La tradition des Eskimos du cuivre (1994); africaine : Madagascar : pays Antandroy, côte Sud-Ouest ; mongole : Mongolie. Chants Kazakhs et tradition épique de l’Ouest (2010). Mongolie. Chamanes et Lamas (2002).
En 1990, il participe à une expédition à cheval, Sur les traces de Guillaume de Rubrouk, à travers la steppe mongole sur la route du missionnaire et explorateur flamand.
Alain Desjacques participe également à des documentaires télévisés : Steppes Insolites de Mongolie (1991), Mongolie : L'Esprit Nomade (Ushuaia, 2004), Vièle mongole à tête de cheval (Arte, 2004).
En 1995, Alain Desjacques entame une carrière de Maître de Conférences à l'Université de Lille-III. Il y enseigne l'ethnomusicologie au Département des études musicales ainsi que l’Histoire et la Civilisation mongole au Département des études chinoises.
À l'université nationale de Mongolie, il enseigne en qualité de professeur-invité au Départements des études romanes et des Arts traditionnels. Il participe aussi à des Universités d'été. Il devient Membre étranger du Conseil des études au Conservatoire de musique et de danse d’Oulan-Bator.
En 2018, il est attaché de coopération culturelle et éducative à l’ambassade de France en Mongolie.
Alain Desjacques a traduit plusieurs œuvres mongoles en français et inversement : Nouvelles des Écrivains Mongols, Contes et Récits de Mongolie, La Geste de GHESAR, sans oublier Les Aventures de Tintin au Tibet (traduit en mongol).
Alain Desjacques meurt à Tourcoing le 8 octobre 2020.

## Fonds Alain Desjacques
En 2015, il fait don de ses collectages au Musée des Instruments de Musique (MIM) en Belgique : trente-sept instruments accompagnés d’une riche collection d’enregistrements de terrain, de disques, photographies, livres et partitions consacrés à la musique mongole conservés dans le « Fonds Alain Desjacques ».      

## Officier de Marine
Parallèlement à ses activités universitaires et ethnomusicologiques, Alain Desjacques est marin et sous-marinier, à bord du Bévéziers. Il parvient au grade de capitaine de corvette (réserve) de la Marine nationale française. À ce titre, il est rattaché au COMAR (Commandement de la Marine) à Dunkerque. Il donnera des conférences dédiées aux sous-marins français (de type Naïade), actifs lors de la première guerre mondiale.      

## Distinctions
- Officier de l'ordre national du Mérite[13]

- Chevalier de l'ordre de l'Étoile Polaire (Mongolie)
- Médaille de la Paix (Mongolie)
- Prix de la Vocation